# Paradoxornis de Baker
Psittiparus bakeri
Espèce
Synonymes
- Scaeorhynchus ruficeps bakeri Hartert, 1900[1]

Statut de conservation UICN

 LC  : Préoccupation mineure
Le Paradoxornis de Baker (Psittiparus bakeri) ou Paradoxornis à tête rousse est une espèce d'oiseaux de la famille des Paradoxornithidae.
Son nom est attribué à Edward Charles Stuart Baker (1864-1944).

## Liste des sous-espèces
Selon Catalogue of Life (22 août 2020) :
- sous-espèce Psittiparus bakeri bakeri (Hartert, 1900) — montagnes de l'Assam et de Birmanie ;
- sous-espèce Psittiparus bakeri magnirostris Delacour, 1927 — montagnes du nord du Laos et du Viêt Nam.